# Euphorbia veneris

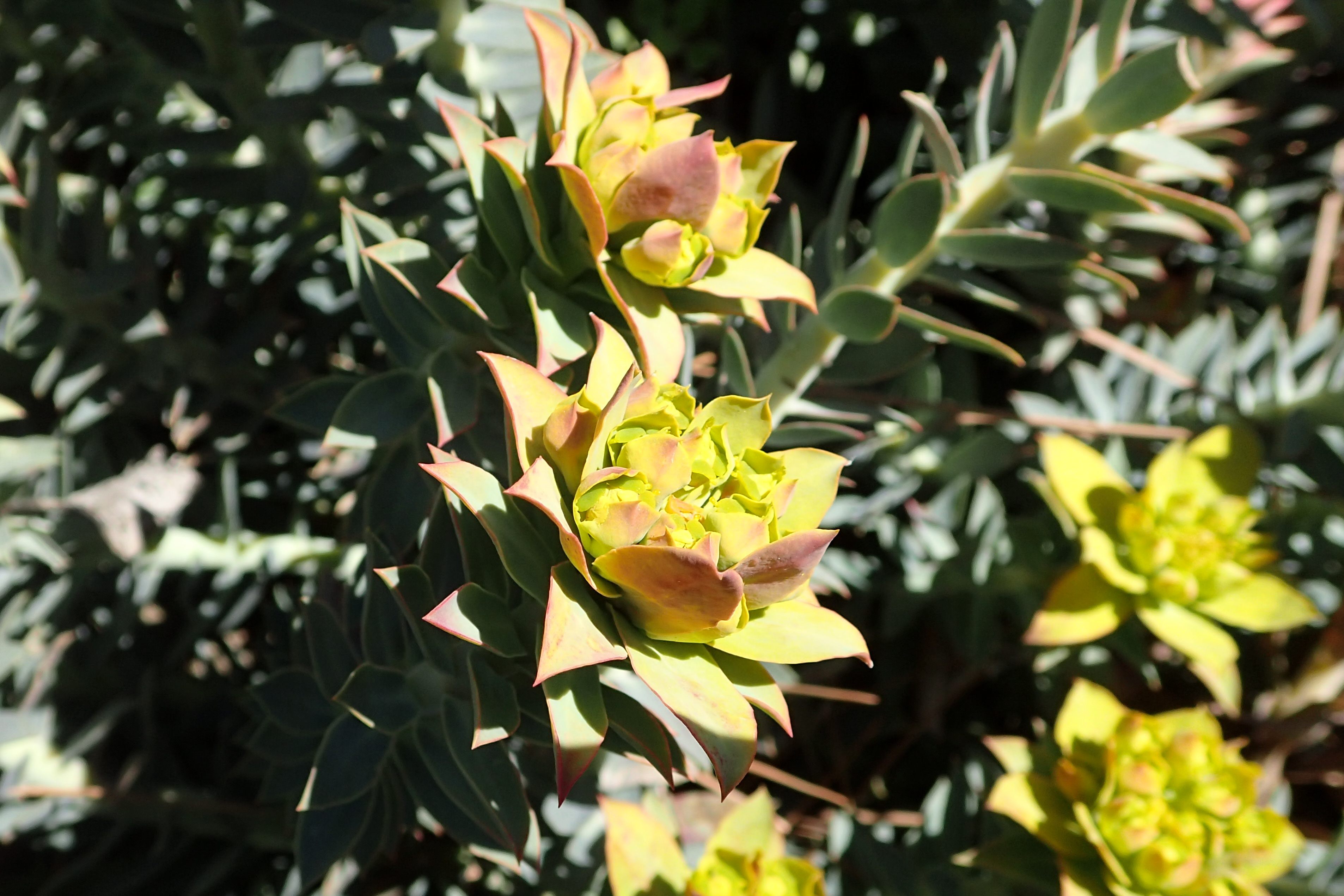
Euphorbia veneris.

Euphorbia veneris är en törelväxtart som beskrevs av Mohammed L.S. Khan. Euphorbia veneris ingår i släktet törlar, och familjen törelväxter. Inga underarter finns listade i Catalogue of Life.